# إدوارد فيتزسيمونز دون
إدوارد فيتزسيمونز دون هو محامي وقاضي وسياسي أمريكي، ولد في 12 أكتوبر 1853 في Watertown, Connecticut ‏ في الولايات المتحدة، وتوفي في 24 مايو 1937 في شيكاغو في الولايات المتحدة. نشط حزبياً في الحزب الديمقراطي. وقد انتخب عمدة شيكاغو ‏ (1905 – 1907) وانتخب حاكم إلينوي ‏ (3 فبراير 1913 – 8 يناير 1917).

## وصلات خارجية
- إدوارد فيتزسيمونز دون على موقع إن إن دي بي (الإنجليزية)